# (13122) Drava
Pour les articles homonymes, voir Drave.
(13122) Drava est un astéroïde de la ceinture principale.

## Description
(13122) Drava est un astéroïde de la ceinture principale. Il fut découvert le 7 février 1994 à La Silla par Eric Walter Elst. Il présente une orbite caractérisée par un demi-grand axe de 2,32 UA, une excentricité de 0,12 et une inclinaison de 6,6° par rapport à l'écliptique.

## Compléments